# Corleone (película)
Corleone es una película de gánsteres de Pasquale Squitieride 1978, con Giuliano Gemma y Claudia Cardinale como actores principales.

## Argumento
En Sicilia, durante los años 50, dos jóvenes, Vito Gargano y Michele Labruzzo, llegan a la madurez en una villa de Corleone, y sus vidas toman entonces destinos diferentes. Por un lado Michele lucha por las reivindicaciones de los labriegos, mientras que Vito, cansado de la pobreza y enfermo, ingresa en la mafia, que lucha en contra de los ideales de Michele. 
El primer encargo que recibe Vito es el de terminar con el movimiento de labradores, aunque ello signifique matar a su propio amigo, cosa que la mafia quiere que haga de forma expresa. Después de deliberar sobre ello por mucho tiempo, Vito decide cumplir el encargo. Atrae para ello a su amigo una noche a una trampa y lo mata por la espalda. Gracias a ello Vito consigue así tener como recompensa una alta posición dentro de la mafia. Sin embargo eso no le basta. Ahora hace todo lo posible para acabar también con el jefe de ella, Don Giusto, para ocupar su lugar. 
Para ello, Vito se gana su confianza para luego, con ayuda de conocidos suyos, tomar el control de su ámbito de poder y matar luego a él y a sus colaboradores más cercanos. Tiene gran éxito y se convierte así en el padrino de Palermo. Consigue además tener influencia política a través de un conocido suyo a quien pone en una posición política importante encargándose para ello de que sea votado al respecto. Finalmente Vito se casa con Rosa, de la que está enamorado, y tiene un hijo.
Después, quiere entrar en el negocio de las drogas. Para conseguir el dinero, Vito rapta y extorsiona a directores de grandes empresas. Sin embargo él se granjea así muchas enemistades, lo que lleva a que la policía entonces empiece a investigarlo sistemáticamente por todos sus crímenes. 
Con sus investigaciones ellos lo consiguen cercar y, finalmente, incluso sus propios aliados, sabiendo lo que hizo a Michele, lo abandonan y lo matan antes de que lo arresten por lo que le pueden demostrar, para evitar que los traicione, como lo hizo con Michele, a cambio de una reducción de condena. Su muerte deja entonces desolada a Rosa y traumatiza también a su hijo.

## Reparto
- Giuliano Gemma - Vito Gargano
- Claudia Cardinale - Rosa Accordino
- Francisco Rabal - Don Giusto Provenzano
- Stefano Satta Flores - Abogado Natale Calia
- Michele Placido - Michele Labruzzo
- Salvatore Billa - Carmelo
- Remo Girone - Biagio Lo Cascio
- Enrico Maisto - Matteo Agueci
- Tommaso Palladino - Asesino de Vito
- Tony Kendall - Salvatore Sperlazzo

## Recepción
Hoy en día la película ha sido valorada en portales cinematográficos. En IMDb, con aproximadamente 252 votos registrados, el filme obtiene una media ponderada de 5,8 sobre 10.

## Premios
- Festival de Montreal (1979): Un Premio (Mejor actor)
- Premios Golden Goblet (1979): Un Premio (Mejor actor)